# Chrystodul (Michalakis)
Chrystodul (gr. Επίσκοπος Χριστόδουλος, imię świeckie Joannis Michalakis) (ur. 1959 w Cheverly) – duchowny Cerkwi Prawdziwych Prawosławnych Chrześcijan Hellady, od 2000 biskup pomocniczy Ameryki ze stolicą tytularną w Teoupolis.

## Życiorys
Urodził się w Stanach Zjednoczonych, w rodzinie greckich imigrantów. W 1991 został mnichem, w 1998 otrzymał święcenia diakonatu, a rok później prezbiteratu. W 2000 r. otrzymał chirotonię biskupią.